# لوکرتسیو پاتراشکانو
 لوکرتسیو پاتراشکانو (انگلیسی: Lucrețiu Pătrășcanu؛ ۴ نوامبر ۱۹۰۰ – ۱۷ آوریل ۱۹۵۴) یک سیاست‌مدار کمونیست اهل رومانی بود.